# Vojenská zóna Comodoro Rivadavia
Vojenská zóna Comodoro Rivadavia (Zona Militar de Comodoro Rivadavia) byl správní region nejvyšší důležitosti v Argentině, který byl v letech 1944 až 1955 vyčleněn z provincií (tehdy ještě Národních teritorií) Chubut a Santa Cruz a navrácený do správy armády. Hlavním městem bylo Comodoro Rivadavia.

## Rozloha
Území se rozkládalo na území dnešních departementů Río Senguerr, Escalante, Sarmiento a jižní části departementu Florentino Ameghino v provincii Chubut, jakož i na území departementů Deseado a Lago Buenos Aires v provincii Santa Cruz. Jeho šířka sahala od Atlantského oceánu až po hranici s Chile v Andách. Celková rozloha území byla 97 748 km²

## Správa
Na území se nacházela v té době nejdůležitější zařízení na těžbu ropy v Argentině.
Důvodem založení zóny byla obava, že by v důsledku druhé světové války mohly zahraniční mocnosti uskutečnit invazi na ovládnutí ropných polí. Pobřeží zde bylo velmi řídce osídleno a vůči invazi téměř vůbec nezabezpečené. Proto bylo nutné zesílit vojenskou přítomnost v této oblasti. Guvernéry této zóny jmenoval prezident republiky, vždy z řad vysokých důstojníků armády.